# Třída Hunain
Třída Hunain je třída oceánských hlídkových lodí nebo korvety pákistánského námořnictva. Jedná se o plavidla řazená do rodiny Damen OPV 2600 nizozemské loďařské koncerny Damen Group. Celkem byly objednány dvě jednotky této třídy. Mezi jejich úkoly patří průzkum, prosazování práva, potírání pirátství, nebo mise SAR. Samo pákistánské námořnictvo plavidla označuje jako korvety. Ve službě jsou od roku 2024.

## Stavba
Celkem byly objednány dvě jednotky této třídy. Jejich stavbu zajišťuje nizozemská loďařská koncern Damen Group ve své pobočce v rumunském Galați. Společnost tak navazuje na dodávku o něco menších oceánských hlídkových lodí třídy Yarmook v roce 2020. Dne 12. října 2022 byl založen kýl prototypové jednotky Hunain a zároveň proběhlo slavnostní první řezání oceli na druhou jednotku. Kýl druhé jednotky byl založen 26. dubna 2023. Hlídková loď Hunain byla do služby přijata v Constanțě dne 25. července 2024. Její sesterská loď Yamama do služby vstoupila 17. prosince 2024.
Jednotky třídy Hunain:
| Jméno        | Založení kýlu  | Spuštěna       | Vstup do služby   | Status  |
| ------------ | -------------- | -------------- | ----------------- | ------- |
| Hunain (273) | 12. října 2022 | 12. září 2023  | 25. července 2024 | aktivní |
| Yamama (274) | 26. dubna 2023 | 19. února 2024 | 17. prosince 2024 | aktivní |

## Konstrukce
Plavidlo je vybaveno vyhledávacím radarem MR-36A, systémy elektronického boje a vrhači klamných cílů. Vybrojeno je 30mm kanónem ve zbraňové stanici Aselsan SMASH, dvěma 12,7mm kulomety ve zbraňových stanicích Aselsan STAMP. Dále je možná instalace až osmi protilodních střel. Je vybavem dvěma čluny RHIB. Na zádi se nachází přistávací plocha a hangár pro vrtulník, nebo drony. Pohonný systém má koncepci CODAD. Tvoří jej čtyři diesely, každý o výkonu 2350 kW, pohánějící dva lodní šrouby se stavitelnými lopatkami. Nejvyšší rychlost dosahuje 24 uzlů. Dosah je 6000 námořních mil při rychlosti 12 uzlů.